# Herminia fuliginea
Herminia fuliginea là một loài bướm đêm trong họ Noctuidae.